# Die Geliebte des französischen Leutnants (Roman)
Die Geliebte des französischen Leutnants (Originaltitel: The French Lieutenant’s Woman) ist ein 1969 erschienener postmoderner historischer Roman des britischen Schriftstellers John Fowles. Erzählt wird an der Oberfläche eine konventionelle Liebesgeschichte, die im viktorianischen England angesiedelt ist: Der 32-jährige Charles Smithson, voraussichtlicher Erbe eines Adelstitels, ist mit Ernestina Freeman, der gutaussehenden Tochter eines wohlhabenden Tuchhändlers verlobt, fühlt sich aber gleichzeitig zu der gesellschaftlichen Außenseiterin Sarah Woodruff hingezogen, die die Geliebte eines französischen Leutnants gewesen sein soll. Die Romanfiguren und die chronologisch erzählte Geschichte entsprechen dem Stil eines Romans aus dem 19. Jahrhundert, gleichzeitig ist der Roman jedoch von metafiktionalen Brüchen, intertextuellen Verweisen und philosophischen Erläuterungen geprägt.
Die Geliebte des französischen Leutnants gilt heute als ein Klassiker des 20. Jahrhunderts. Das US-amerikanische Magazin Time wählte den Roman zu den besten englischsprachigen Romanen, die zwischen 1923 und 2005 erschienen. Die britische Zeitung The Guardian nahm ihn in die Liste der 1000 Romane auf, die jeder gelesen haben muss.
Eine Verfilmung des Romans erschien 1981, das Drehbuch schrieb Harold Pinter.

## Handlung

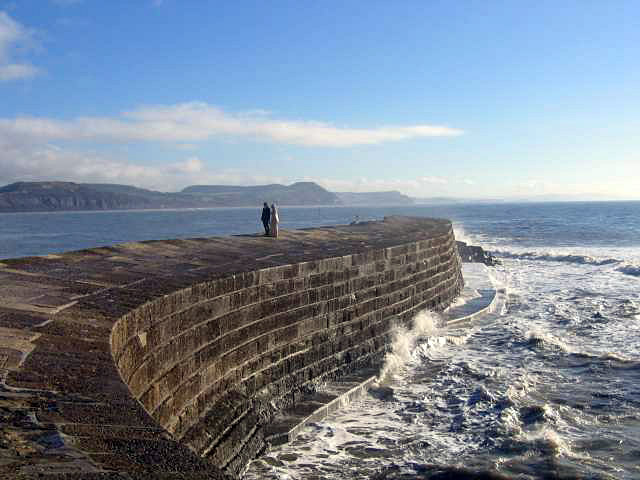
The Cobb in Lyme Regis, Ort der ersten Begegnung zwischen Charles Smithson und Sarah Woodruff

Der Roman beginnt mit einer Beschreibung des „Cobb“, der mächtigen Hafenmauer der kleinen Hafenstadt Lyme Regis in der Grafschaft Dorset in England, das unter anderem für die Fossilien, die in seinen Klippen gefunden werden, bekannt ist. Es ist das Jahr 1867. Auf dem Cobb befinden sich zwei Spaziergänger: Charles Smithson, ein Gentleman, dessen Vermögensverhältnisse es erlauben, keiner bezahlten Arbeit nachzugehen, und seine Verlobte Ernestina Freeman, Tochter eines wohlhabenden Kaufmanns. Am äußersten Ende des Cobb sehen sie Sarah Woodruff, die über das Wasser blickt. Ernestina Freeman erzählt ihrem Verlobten, was sie über diese junge Frau weiß. Als auf Grund eines Schiffsunglücks ein französischer Marineoffizier sich für ein paar Tage in Lyme Regis aufhält, verliebt sich Sarah Woodruff in diesen Mann. Er lässt sie mit dem Versprechen, für sie zurückzukehren, zurück, löst dieses Versprechen jedoch nicht ein. Die wenige Freizeit, die Sarah Woodruff hat, verbringt sie auf dem Cobb wartend und blickt dabei auf das Meer. Im Ort gilt sie als entehrte, halb verrückte Frau, von einigen Stadtbewohnern wird sie als Hure des französischen Leutnants bezeichnet. Unterkunft hat die ehemalige Gouvernante bei der unbarmherzigen und tyrannischen Mrs. Poulteney gefunden, die damit meint, ihre christliche Nächstenliebe unter Beweis zu stellen.
Charles Smithson ist von der jungen Frau fasziniert, deren Gesicht so viel Trauer auszustrahlen scheint. Es kommt zu mehreren Begegnungen zwischen ihm und ihr, bei der er nach und nach die Geschichte aus ihrer Sicht erfährt. Sie steht keineswegs auf dem Cobb, weil sie auf die Rückkehr des französischen Leutnants wartet. Er war verheiratet und hat sie betrogen, noch bevor er nach Frankreich zurückkehrte. Sie harrt in Lyme Regis aus, weil sie sich ihrer Schande nicht entziehen will, und lebt bewusst in der Rolle einer gesellschaftlichen Außenseiterin. Der mutwillig herbeigeführte Bruch eines strengen Verbotes von Mrs. Poulteney führt dazu, dass die Vermögenslose auch noch ihre letzte Bleibe in Lyme Regis verliert. Charles Smithson schenkt ihr Geld und Sarah Woodruff zieht nach Exeter.
Charles Smithson ist sich zunehmend bewusst, wie sehr er sich zu Sarah Woodruff hingezogen fühlt. Eine Heirat mit Ernestina Freeman wird eine konventionelle viktorianische Ehe sein. Sie ist deutlich jünger als er und bringt wenig Verständnis für seine wissenschaftlichen Interessen auf. Sarah Woodruff dagegen verspricht eine ebenbürtigere Partnerin zu sein. Die Heirat seines Erbonkels mit einer deutlich jüngeren Frau, die ihm noch Kinder gebären könnte, stellt außerdem seine Aussicht auf ein erhebliches Erbe und den Titel eines Baronet in Frage. Damit wird Ernestina Freeman der vermögendere Ehepartner sein. Ihr Vater ist bereit, dies zu tolerieren, und nimmt auch hin, dass seine Tochter keinen Adelstitel mehr zu erwarten hat. Er erwartet jedoch von Charles Smithson, dass er zukünftig eine Rolle im Handelshaus seines Schwiegervaters spielen wird. Auf der Rückfahrt nach Lyme Regis macht Charles Smithson Halt in Exeter, wo zu diesem Zeitpunkt auch Sarah Woodruff lebt.
An dieser Stelle bietet der Erzähler, der sich bereits mehrfach zuvor an den Leser gewandt hat, dem Leser letztlich drei verschiedene Enden für die Romanhandlung an.
- Charles Smithson verzichtet darauf, Sarah aufzusuchen, sondern reist nach Lyme Regis weiter, um Ernestina seine Liebe zu versichern. Sie heiraten und Charles Smithson tritt in das Unternehmen seines Schwiegervaters ein, was noch seinen Nachfahren großen Reichtum sichert. Der Erzähler verwirft dieses Ende jedoch als einen Tagtraum von Charles.

Bevor die zwei anderen möglichen Enden der Romanhandlung vorgestellt werden, teilt der Erzähler mit Charles Smithson ein Abteil während einer Zugfahrt. Er wirft eine Münze, um so festzulegen, welches der zwei alternativen Romanenden er zuerst erzählen wird, denn aus seiner Sicht sind sie gleichermaßen möglich.
- Im zweiten Romanende verführt Charles Smithson die wegen eines verrenkten Fußes bettlägerige Sarah und realisiert dann, dass Sarah noch Jungfrau war. Er bricht seine Verlobung mit Ernestina und hält brieflich um Sarahs Hand an, allerdings übergibt sein Diener diesen Brief nie der Empfängerin. Wegen seines Bruchs der Verlobung gesellschaftlich geächtet, reist Charles durch Europa und Nordamerika. Sarah dagegen verlässt Exeter, um nach London zu gehen. Als sie sich zwei Jahre später wiederfinden, lebt Sarah gemeinsam mit Künstlern und genießt ein freies, künstlerisch kreatives Leben. Von Sarah erfährt er, dass sie eine gemeinsame Tochter haben. Auch wenn die Wiedervereinigung von Charles Smithson und Sarah Woodruff nicht überschwänglich ist, verlässt Charles das Haus mit der Hoffnung, dass sie wieder zueinander finden.
- Für das dritte Romanende stellt der Erzähler die Uhr nur 15 Minuten zurück. Das Wiedersehen zwischen den beiden bleibt kühl. Sarah erwähnt kein gemeinsames Kind und bekundet auch keinerlei Interesse, die Beziehung zu Charles wieder aufleben zu lassen. Sowohl Charles als auch der Leser müssen sich mit der Frage auseinandersetzen, ob Sarah Woodruff die Beziehung nur nutzte, um aus Lyme Regis auszubrechen.

## Einzelne Aspekte des Romans

### Entstehungsgeschichte
John Fowles hat wiederholt betont, dass für ihn das Schreiben ein organischer Prozess ist. Er wisse zu Beginn des Schreibprozesses nicht, wie sich der Roman entwickeln werde. Im Falle von Die Geliebte des französischen Leutnants sei es für ihn das Bild einer Frau gewesen, die vom Cobb aus auf die See blicke und dabei Lyme Regis den Rücken kehre. Für ihn habe dieses Bild sowohl die Bedeutung gehabt, dass eine Frau ausgegrenzt werde als auch dass sie in irgendeiner Weise einen Mann ausgrenze.
John Fowles stellt seinem ersten Kapitel den ersten Vers aus Thomas Hardys Gedicht The Riddle – Das Rätsel voran:

„Stretching eyes west 
 Over the sea, 
 Wind foul or fair, 
 Always stood she 
 prospect-impressed; 
 Solely out there 
 Did her gaze rest, 
Never elsewhere 
Seemed charm to be.“

Auch in diesem Gedicht wird eine Frauengestalt thematisiert, die unentwegt die See beobachtet, ohne sich von anderem ablenken zu lassen.

### Erzählperspektive
Der Roman ist aus der Perspektive eines allwissenden bzw. auktorialen Erzählers berichtet, der die Romanhandlung immer wieder kommentierend unterbricht. So versichert der Erzähler beispielsweise, einen Krug zu besitzen, der einstmals Sarah gehörte.

„Die zwei Käufe hatten Sarah nicht mehr als neun Pence in einem alten Porzellanladen gekostet; der Krug war gesprungen und würde im Verlauf der Jahre noch einen weiteren Sprung bekommen, wie ich bestätigen kann, denn ich habe ihn vor ein oder zwei Jahren für erheblich mehr Geld als die drei Pennies gekauft, die Sarah für ihn ausgeben musste.“

Dieser kommentierende Erzähler ist ein Merkmal, das der Roman mit vielen Werken aus dem 19. Jahrhundert teilt. Ähnliches findet sich beispielsweise in Romanen von George Eliot und Anthony Trollope, beides erfolgreiche Schriftsteller des Viktorianischen Zeitalters. Für Literatur, die in der zweiten Hälfte des 20. Jahrhunderts entstanden ist, ist diese Erzählform dagegen äußerst ungewöhnlich. Nach Ansicht einzelner Literaturwissenschaftler hat John Fowles diese Erzählweise bewusst gewählt und nicht imitiert, sondern parodiert. Andere haben darauf hingewiesen, dass die frühe Erscheinungsform des sogenannten „intrusive narrators“ (eingreifenden Erzählers) ebenfalls eine parodierende Funktion hatte. Beim konventionellen viktorianischen Roman dagegen diente diese Erzählform dazu, den Wahrheitsgehalt der Handlung zu unterstreichen. Fowles nutzt ihn dagegen, um die Handlung ironisch aufzubrechen. So spielt er beispielsweise auch mit der Form des Erzählertypus, der allwissend ist:

„Später in der Nacht hätte man Sarah vielleicht sehen können – obwohl ich mir nicht vorstellen kann durch wen, außer vielleicht einer vorbeifliegenden Eule – wie sie am offenen Fenster ihres unbeleuchteten Schlafzimmers stand.“

### Nachzeitiger Standpunkt und erzähltheoretische Anlage
John Fowles erinnert seinen Leser immer wieder daran, dass er einen Roman liest, der in den 1960er Jahren entstanden ist. Fowles tut dies, indem er Bezüge zu Geschehnissen schafft, die sich zeitlich eindeutig nach dem Viktorianischen Zeitalter ereigneten:

„Mrs. Poulteney benutzte „Person“ wie zwei patriotische Franzosen während der Zeit der Besatzung „Nazi“ gebraucht haben könnten.“

„Sams Überraschung lässt einen vermuten, dass sein wahren Ambitionen beim Theater lagen. Er tat alles außer das Tablett, das er trug, fallen zu lassen, aber natürlich befinden wir uns noch ante Stanislawski.“

Dem Leser wird damit deutlich, dass ihm Geschehnisse erzählt werden, die einem anderen Wertesystem und einer anderen Vorstellungswelt unterliegen. Auch über dieses Mittel erzeugt Fowles eine ironische Distanz zur Romanhandlung.
Diese Anknüpfung in den Erzählkonventionen sowie darüber hinaus in den Handlungsmustern und Moralvorstellungen an den viktorianischen Roman nutzt Fowles dementsprechend nicht, um die Vergangenheit zu rekonstruieren, sondern um den Epochenwandel vom 19. zum 20. Jahrhundert zu thematisieren. Der Leser in Fowles Roman wird eben nicht durch eine Identifikation mit Figuren einer illusionären Welt aufgeklärt, sondern durch die bewusste eingesetzte Konfrontation mit einer fiktiv vermittelten geschichtlichen Erfahrung. Auf diese Weise dient die erzähltheoretische wie ästhetische Anlage von Die Geliebte des französischen Leutnants der moralischen Bewusstseinsbildung oder Erziehung des Lesers.
Zugleich erschafft Fowles als Autor derart Figuren, die sich von ihrem Schöpfer unabhängig machen und Autonomie beanspruchen, welche der Autor seinerseits respektiert. Auf diese Weise erhält die in dem Roman entworfene fiktive Welt einerseits Ähnlichkeit mit der Realität, andererseits tritt der Autor selbst auf und gibt sich als Zeitgenosse von Alain Robbe-Grillet und Roland Barthes zu erkennen, um sich so als Konstrukteur einer Welt darzustellen, die das Prinzip der Freiheit verkörpert.

### Gouvernantenroman
Der viktorianische Gouvernantenroman ist ein spezifisches literarisches Genre, dem Werke zugerechnet werden, die nahezu ausschließlich von britischen Autoren während des 19. Jahrhunderts oder der ersten Jahre des 20. Jahrhunderts verfasst wurden. Als literaturgeschichtlich bedeutsame Werke gelten heute nur Anne Brontës Agnes Grey (1847) und Charlotte Brontës Jane Eyre. Hauptthemen der Erzählungen, die diesem Genre zugerechnet werden, sind der Verlust des sozialen Status der Protagonistin, die Thematisierung ihrer unklaren Position im Haushalt ihres Arbeitgebers und das Beharren auf ihren eigenen Wertekanon in der Beziehungen zu den Menschen ihrer Umgebung. Großen Raum nimmt die Unterscheidung zwischen der Frau ein, deren Wirkungskreis ausschließlich ihr eigener Haushalt ist, versus der Frau, die gezwungen ist, einer Erwerbstätigkeit nachzugehen. Die meisten schildern aber auch einen Reifeprozess ihrer zentralen handelnden Person und weisen damit Elemente des Bildungsromans auf.
Fowles Roman weist Parallelen zu diesem Genre auf. Für die Farmerstochter Sarah Woodruff bedeutete die erlangte (Halb-)Bildung und die damit errungene Gouvernantenstelle einen sozialen Aufstieg. Ihrer Beziehung zu dem französischen Leutnant folgt die von ihr zunächst willig akzeptierte gesellschaftliche Ausgrenzung. Sie ist im Hause der Mrs. Poulteney aber nur eine aus bigotter Christlichkeit geduldete Person, die die Funktion einer Unterhalterin hat. Ihr gegenübergestellt ist Ernestina Freeman, deren Persönlichkeit versprechen zu scheint, sich zum „Engel im Haus“, dem von dem viktorianischen Literaten Coventry Patmore geschaffenen Bild einer perfekten Ehefrau und Mutter, zu entwickeln.

### Intention und Wirkung
Die möglichen drei verschiedenen Romanschlüsse, die Fowles dem Leser als Metafiktion vorstellt, dienen dazu, unterschiedliche Handlungsmöglichkeiten aufzuzeigen. In der ersten Version des Romanendes verhält sich die Zentralgestalt des Charles Smithson ganz im Einklang mit den Konventionen und Moralvorstellungen des viktorianischen Zeitalters; in der zweiten Version bricht der Held romantisch damit, um sich in dem dritten möglichen Romanschluss allein und völlig frei von allen Bindungen den existentiellen Risiken des Lebens zu stellen.
Fowles postuliert mit diesen unterschiedlichen Romanschlüssen die Notwendigkeit von Fiktionen, die für den Menschen die Voraussetzung dafür sind, seine Umwelt zu erfahren bzw. ergründen und bewusst zu handeln. Fowlers Werk illustriert damit den Übergang vom modernen zum postmodernen Roman, der nicht länger die außersprachliche Realität einfach abzubilden versucht, sondern in dem alles zur Fiktion wird.
In seinem Essay Notes on an Unfinished Novel (1969) legt Fowles dar, dass die traditionellen Funktionen des Romans („to entertain, to satirize, to describe new sensibilities, to record life, to improve life“) ebenso wichtig seien wie die Entwicklung einer neuen Romanform. In The French Lieutenant‘s Women verbindet er dementsprechend die formalen Charakteristika des Metaromans zugleich mit einer spannenden Handlung, eingehender Charakterzeichnung und präziser, gleichsam authentischer Beschreibung des sozialen Milieus und versucht damit, das neue Genre populär zu machen.

## Ausgaben
- John Fowles: Die Geliebte des französischen Leutnants. Roman (Originaltitel: The French Lieutenant’s Woman). Deutsch von Reinhard Federmann. Neuausgabe. List, Berlin 2006, 603 S., ISBN 978-3-548-60656-9 oder ISBN 3-548-60656-3

## Sekundärliteratur
- Josua Novak: Der postmoderne komische Roman. Tectum Verlag, Heidelberg 2009, ISBN 978-3-8288-9859-2.
- Margaret Reynolds und Jonathan Noakes: John Fowles – the essential guide. Vintage Living Texts, London 2003, ISBN 0-09-946088-2.
- William Stephenson: Fowles’s The French Lieutenant’s Woman. Continuum, London 2007, ISBN 978-0-8264-9009-4

## Einzelbelege
1. ↑  1000 Novels everyone must read: the definitive List, abgerufen am 27. Juli 2014.
2. ↑  Margaret Reynolds und Jonathan Noakes: John Fowles - the essential guide. Vintage Living Texts, London 2003, ISBN 0-09-946088-2, S. 194.
3. ↑  Das vollständige Gedicht findet sich unter folgendem Link: Portable Poetry, Thomas Hardy: The Riddle
4. ↑  Fowles: The French Lieutenant’s Woman, S. 277. Im Original lautet das Zitat: These tow purchases had cost Sarah ninepence in an old china shop; the Toby was cracked, and was to be re-cracked in the course of time, as I can testify, having bought it myself a year or two ago for a good deal more than the three pennies Sarah was charged.
5. ↑  Josua Novak: Der postmoderne komische Roman. Tectum Verlag, Heidelberg 2009, ISBN 978-3-8288-9859-2. S. 25 und S. 26.
6. ↑  Josua Novak: Der postmoderne komische Roman. Tectum Verlag, Heidelberg 2009, ISBN 978-3-8288-9859-2, S. 26.
7. ↑  Fowles: The French Lieutenant’s Woman, S. 93. Im Original lautet das Zitat: Later that nicht Sarah might have been seen – though I cannot think by whom, unless a passing owl – standing at the open window of her unlit bedroom.
8. ↑  Fowles: The French Lieutenant’s Woman. S. 104. Im Original lautet das Zitat: Mrs Poulteney used person „as two patriotic Frenchman might have said „Nazi“ during the occupation“
9. ↑  Fowles: The French Lieutenant’s Woman. S. 328. Im Original lautet das Zitat: „Sam’s Surprise makes one suspect that his real ambition should have been in the theatre. He did everything but drop the tray that he was carrying; but this was of course ante Stanislvaski“.
10. ↑  Josua Novak: Der postmoderne komische Roman. Tectum Verlag, Heidelberg 2009, ISBN 978-3-8288-9859-2, S. 27 und S. 28.
11. ↑  Vgl. Hans Ulrich Seeber, Hubert Zapf, Annegret Maak: Der Roman nach 1945 - auf dem Weg in die Postmoderne. In: Hans Ulrich Seeber (Hrsg.): Englische Literaturgeschichte. Verlag J. B. Metzler, Stuttgart 2012 (5. Auflage), ISBN 3476024210, S. 414.
12. ↑  Cecilia Wadsö Lecaros: The Victorian Governess Novel. Lund University Press, Lund 2001, ISBN 91-7966-577-2, S. 34.
13. ↑  Cecilia Wadsö Lecaros: The Victorian Governess Novel. Lund University Press, Lund 2001, ISBN 91-7966-577-2, S. 29.
14. ↑  Cecilia Wadsö Lecaros: The Victorian Governess Novel. Lund University Press, Lund 2001, ISBN 91-7966-577-2, S. 32.
15. ↑  Vgl. Hans Ulrich Seeber, Hubert Zapf, Annegret Maak: Der Roman nach 1945 - auf dem Weg in die Postmoderne. In: Hans Ulrich Seeber (Hrsg.): Englische Literaturgeschichte. Verlag J. B. Metzler, Stuttgart 2012 (5. Auflage), ISBN 3476024210, S. 413 f. Das Zitat ist dieser Quelle entnommen.